# Nezapomeň, že zemřeš
Nezapomeň, že zemřeš (francouzsky N'oublie pas que tu vas mourir) je francouzský hraný film z roku 1995 režiséra Xaviera Beauvois, který v něm rovněž hraje hlavní roli. Hraje zde roli HIV pozitivního muže. Vedle něj zde hráli například Jean-Louis Richard, Chiara Mastroianni nebo Roschdy Zem. Scénář napsali Beauvois, Emmanuel Salinger, Anne-Marie Sauzeau, Marie Sauzeau a Zoubir Tligui a hudbu k filmu složil John Cale.